# Метанефриди
Метанефридите са отделителни органи при прешленести червеи и мекотели. Отделянето на непотребни вещества чрез метанефриди е на по-високо еволюционно стъпало от отделянето на непотребни вещества чрез протонефриди. По-съвършени са малпигиевите съдове
Метанефридите представляват тръбичка, която има отвор, през който влиза телесната течност и друг, през който излизат отпадъчните продукти.